# نيتي نيلسن
نيتي نيلسن (بالدنماركية: Nettie Nielsen)‏ هي لاعبة كرة الريشة دنماركية، ولدت في 23 يوليو 1964.

## وصلات خارجية
- نيتي نيلسن على موقع BWFbadminton.com (الإنجليزية)
- نيتي نيلسن على موقع أوليمبيديا (الإنجليزية)